# Upplands runinskrifter 857
Upplands runinskrifter 857 är en runsten i granit, belägen i Frövi i Balingsta socken i Uppland. Stenen är 1,4 meter hög och 1,3 meter bred vid basen, samt 0,3 meter tjock. Runhöjden är 6–9 centimeter. En del av toppen på stenen är avslagen så en del av ristningen har gått förlorad.
Stenen påträffades 1868 vid Sävaån, delvis liggande i vattnet. Stenen togs upp för att användas som farstubro, men man upptäckte ristningen på undersidan. Den var inte förut känd och upprestes vid vägen, nära fyndplatsen. En del av toppen är avslagen, men det är inte svårt att gissa sig till att de felande runorna ska utgöra ordet "resa". Stenen flyttades till sin nuvarande plats 1946.
Ristningen är tydlig och väl bevarad, men ornamentiken är enkelt utförd med uppländska mått mätt.

## Inskrift
Translitterering av runraden:
ihulbiarn + auk + fastlau(h) ... × stain + þina + aftir + anut + kuþ hibi × ant hans
Normalisering till runsvenska:
Igulbiorn ok Fastlaug ... stæin þenna æftiʀ Anund. Guð hialpi and hans.
Översättning till nusvenska:
Igulbjörn och Fastlög ... denna sten efter Anund. Gud hjälpe hans ande.